# Panský pivovar (Polná)
Panský pivovar v Polné, též Kateřinský či Zámecký by na zámku v Polné postaven v letech 1710–1713. Zasloužil se o to tehdejší majitel panství kníže Walter Xaver z Ditrichštejna.

## Historie
Tradice vaření piva ve městě Polná sahá až do roku 1442. V tomto roce udělil tehdejší majitel zdejšího panství Hynce Ptáček z Pirkštejna městu právo várečné. Ve městě stály původně tři pivovary – horní měšťanský, dolní a panský (zámecký).
Panský pivovar byl zbudován v blízkosti zámku, v místní části Kateřinov. Odtud též jeden z jeho názvů "Kateřinovský" či "Kateřinský". Tato "bezprostřední blízkost" představovala v minulosti poměrně velké nebezpečí. V roce 1744 a 50 let poté, v roce 1794, zničil pivovar požár, který poškodil také přilehlé hospodářské budovy, jakož i samotný zámek.
V roce 1921 byly budovy pivovaru prodány ředitelstvím velkostatku bývalého panství Polná starostovi města Jindřichu Volencovi, jenž je v roce 1927 přeprodal polenskému Měšťanskému pivovaru, který zde měl od roku 1928 sladovnu.
Dnes zde má provozovnu nábytkářská firma.
Od roku 2005 je celý areál bývalého zámeckého pivovaru památkově chráněn.